# Haroldo Ratcliff
Haroldo T. Ratcliff (ur. ? – zm. ?) – argentyński piłkarz, grający podczas kariery na pozycji pomocnika.

## Kariera klubowa
Haroldo Ratcliff podczas piłkarskiej kariery występował w klubie Belgrano AC.
Z Belgrano dwukrotnie zdobył mistrzostwo Argentyny w 1904 i 1908.

## Kariera reprezentacyjna
W reprezentacji Argentyny Haroldo Ratcliff zadebiutował 16 maja 1901 w wygranym 3-2 meczu z Urugwajem, który nie został uznany za pierwszy oficjalny mecz obu reprezentacji. Już w oficjalnym meczu wystąpił 13 września 1908 w wygranym 2-1 meczu z Urugwajem, którego stawką była Copa Newton.
| Mecze i gole w reprezentacji | Mecze i gole w reprezentacji | Mecze i gole w reprezentacji | Mecze i gole w reprezentacji | Mecze i gole w reprezentacji | Mecze i gole w reprezentacji | Mecze i gole w reprezentacji |
| #                            | Data                         | Miasto                       | Przeciwnik                   | Gol                          | Wynik                        | Rozgrywki                    |
| ---------------------------- | ---------------------------- | ---------------------------- | ---------------------------- | ---------------------------- | ---------------------------- | ---------------------------- |
| N1.                          | 16.05.1901                   | Montevideo                   | Urugwaj                      |                              | 3:2                          | towarzyski                   |
| 1.                           | 13.09.1908                   | Buenos Aires                 | Urugwaj                      |                              | 2:1                          | Copa Newton                  |